# Askar Akajev
Askar Akajevitj Akajev (på kirgiziska Аскар Акаевич Акаев), född 10 november 1944 i Kyzyl-Bairak i dåvarande Kirgiziska SSR i Sovjetunionen, är en kirgizistansk politiker som var landets president från 1990 till i mars 2005 då han avsattes i tulpanrevolutionen. Akajev är också fysiker.
Akajev hade anklagats för valfusk i det föregående parlamentsvalet och var känd för att tidigare låtit förtrycka protester mot hans regim med våld. Det verkade också troligt att han, eftersom han hade förbrukat sina tillåtna mandatperioder, skulle försöka få någon av sina nära släktingar till att bli president så att han kunde få behålla en del av makten. Då protesterna intensifierades den 25 mars flydde han ur landet till grannlandet Kazakstan. Den oppositionelle ledaren för revolutionen, Isjenbaj Kadyrbekov, installerade sig som interimspresident för en kort tid, men efterträddes snart av Kurmanbek Bakijev. Akajev flydde till Ryssland med sin familj, varifrån han officiellt avsade sig presidentposten den 4 april. Akajev blev professor vid Moskvauniversitetet.

## Publikationer
- Holographic Memory. New York, NY: Allerton Press, 1997.
- Log-Periodic Oscillation Analysis Forecasts the Burst of the “Gold Bubble” in April – June 2011 // Structure and Dynamics 4/3 (2010): 1-11.
- Technological development and protest waves: Arab spring as a trigger of the global phase transition // Technological Forecasting & Social Change 116 (2017): 316–321.